# Loug Chari
Loug Chari là một tỉnh của Chad ở vùng Chari-Baguirmi, một vùng của Chad với thủ phủ là Bousso.

## Hành chính
Tỉnh gồm 5 phó tỉnh (sous-préfectures):
- Bä Illi
- Bogomoro
- Bousso
- Kouno
- Mogo